# Kiš
Kiš (perz. کیش) je iranski otok i istoimeno naselje koje se nalazi u Perzijskom zaljevu. Otok je dio pokrajine Hormuzgan u Iranu. Zbog brojnih slobodnih zona, trgovačkih centara, turističkih atrakcija i luksuznih hotela, otok Kiš ima status raja „za potrošače“. Populacija otoka procijenjuje se na oko 20.000, dok ga posjećuje oko 5,5 milijuna turista godišnje. Površina otoka je 91,5 km², što je ekvivalent površini hrvatskog otoka Visa. Kiš je treće najposjećenije mjesto Bliskog istoka, poslije egipatskog Šarm el-Šeika i emiratskog Dubaija. Strani državljani koji žele pristupiti Kišovim slobodnim zonama zakonski nisu obavezni za nabavljanje vize prije putovanja, no žig na putnoj dozvoli vrijedi im 14 dana nakon slijetanja u lokalnu zračnu luku. Najpoznatiji hotel na otoku je Dariush Grand Hotel, koji je izgrađen u stilu antičkog Perzepolisa i čija je izgradnja koštala 125 milijuna USD. Na otoku se planira gradnja još dva hotela s pet i jednog sa sedam zvjezdica, u sklopu velikog projekta nazvanog „Cvijet istoka“ koji će prema procjenama iranskih i njemačkih tvrtki koštati 1,7 milijardi eura.

## Poveznice
- Zračna luka Kiš

## Vanjske poveznice
- Slobodna zona na Kišu  Arhivirana inačica izvorne stranice od 9. veljače 2012. (Wayback Machine)
- Informacije i slike otoka Kiš (perzijski jezik)  Arhivirana inačica izvorne stranice od 18. listopada 2008. (Wayback Machine)
- . Slide show: Pronalasci na otoku Kiš, Hamid-Reza Hosseini (6 min. i 7 sek.)

Ostali projekti
|  | Zajednički poslužitelj ima još gradiva o temi Kiš |